# Linus Hüger
Linus Hüger (* 25. August 2003 in Heidelberg) ist ein deutscher Volleyballspieler.

## Karriere
Hüger entdeckte sein Interesse am Volleyball Ende 2013 in einer AG am Helmholtz-Gymnasium Heidelberg und begann seine Karriere beim Heidelberger TV. Er durchlief alle Jugendmannschaften des Vereins und nahm an Nachwuchsmeisterschaften teil. 2019 ging er zum Volleyball-Internat Frankfurt. Ende 2019 wurde er außerdem in die U18-Nationalmannschaft berufen. Als die United Volleys Frankfurt zu Beginn der Saison 2020/21 Verletzungsprobleme hatten, kam der Außenangreifer zu seinen ersten Einsätzen in der ersten Liga. Mit den United Volleys gewann er den DVV-Pokal 2020/21. Ab Dezember 2021 wurde er auch bei den Baden Volleys SSC Karlsruhe in der Zweiten Liga Süd eingesetzt.
2022 wechselte Hüger zum Zweitligisten FT 1844 Freiburg. Mit den Freiburgern schaffte er in der Saison 2022/23 den Aufstieg in die erste Liga. In der Saison 2023/24 erreichte Freiburg das Viertelfinale im DVV-Pokal 2023/24, aber verpasste als Tabellenzehnter der Bundesliga-Saison die Playoffs. In der Saison 2024/25 kam Hüger auf Grund von Rückenproblemen kaum zum Einsatz. Nach Saisonende gab er seinen vorläufigen Abschied von der FT Freiburg bekannt.

## Privates
Hüger studiert Rechtswissenschaften an der Albert-Ludwigs-Universität Freiburg.